# Kostel svatého Antonína Paduánského (Kuřimská Nová Ves)
Kostel svatého Antonína Paduánského je římskokatolický chrám v obci Kuřimská Nová Ves v okrese Brno-venkov.
Pro vybudování chrámu v Kuřimské Nové Vsi byl založen spolek pro výstavbu kostela, který prováděl přípravné práce a organizoval finanční sbírky. Základní kámen byl posvěcen v roce 1933, kostel byl dokončen roku 1937, kdy byl 27. června vysvěcen. Postaven byl podle projektu brněnského architekta Jana Šálka. Jedná se o jednolodní stavbu převážně z režného zdiva s hranolovou věží v jižním průčelí.
Je filiálním kostelem deblínské farnosti.